# 早筆右三郎
早筆右三郎（はやふでうさぶろう）は、NHK総合テレビで1978年4月5日から12月6日まで放送された一話完結の時代劇。

## あらすじ
明治初期、新聞記者を志す若者が、天保時代に瓦版の記者だった戯作者・一返舎二八を訪ねて話を聞くという枠構造をもつ。老人は当時、早筆と呼ばれた右三郎（江守徹）という記者で、朱塗屋伝兵衛のもとで働いていた。一話完結方式で、江戸の町に起こる大小の事件を、右三郎が周囲の人びととともに解決していく。前番組の『鳴門秘帖』が金曜日だったのに対してこの番組から水曜日に移動した。アヴァンタイトルのあとで、横尾忠則のタイトルバックに深町純によるシンセサイザーの主題曲が流れる。

## キャスト
- 藤枝右三郎：江守徹
- 朱塗屋伝兵衛：中条静夫
- お蝶：浅茅陽子
- 軍鶏の鬼一：森田順平
- 遠藤左門：ケーシー高峰
- 早耳の籐太：矢崎滋
- 湯屋の三助：沼田爆
- 太助：山内賢
- 留吉：桐原史雄
- おきぬ：ジャネット八田
- お玉：星清子
- おたか：浅香光代
- 楽助：三木のり平

## スタッフ
- 制作：篠原篤彦（第20回まで）、渡辺耕（第21回以降）
- 演出：北島隆、福原恒男、村山昭紀、山内暁、平山武之、田中賢二、松本美彦、池村憲章、佐藤満寿哉
- 原作：小山内美江子
- 脚本：小山内美江子、柴英三郎、土橋成男、泊里仁美、本田英郎、田向正健、田中陽造、竹内日出男、吉田剛
- 音楽：深町純
- タイトルバック：横尾忠則
- 資料提供：中村栄之輔、東都下町文庫

## 放映リスト
| 回     | 放送日        | サブタイトル             | 脚本         | 演出       | ゲスト |
| ------ | ------------- | ------------------------ | ------------ | ---------- | --- |
| 第1回  | 1978年 4月5日 | 象が出島にやって来た     | 小山内美江子 | 北嶋隆     | ばってん荒川 |
| 第2回  | 4月12日       | 馬のもの言い             | 小山内美江子 | 福原恒男   | 三ツ木清隆、亀井光代 |
| 第3回  | 4月19日       | はき溜めの鴛鴦           | 小山内美江子 | 村山昭紀   | 東千代之介、三木弘子、亀井光代 |
| 第4回  | 4月26日       | 筆に生きる               | 小山内美江子 | 村山昭紀   | 林与一、峰岸徹、鈴鹿景子、鳳八千代 |
| 第5回  | 5月3日        | 一人の女が死んだ         | 小山内美江子 | 山内暁     | 遠藤征慈、東千代之介 |
| 第6回  | 5月10日       | 飛んで火に入る…          | 小山内美江子 | 福原恒男   | 宍戸錠、久米明、市原清彦 |
| 第7回  | 5月17日       | 雪の米沢・江戸の雨       | 小山内美江子 | 山内暁     | 石田信之、高沢順子、有川博 |
| 第8回  | 5月24日       | 中山道妻籠宿             | 小山内美江子 | 北嶋隆     | 佐々木剛、高沢順子 |
| 第9回  | 5月31日       | 闇に光った目             | 小山内美江子 | 北嶋隆     | 大谷桂三、星清子、金内喜久夫、東千代之介 |
| 第10回 | 6月7日        | 一番富 夢の百両          | 小山内美江子 | 福原恒男   | 三津田健 |
| 第11回 | 6月14日       | 赤い痣なら彼岸花         | 柴英三郎     | 山内暁     | 益田喜頓、桃山みつる、及川広夫、田中真理、神有介 |
| 第12回 | 6月21日       | 重ねて三つ               | 柴英三郎     | 村山昭紀   | 鹿内孝、宮下順子 |
| 第13回 | 6月28日       | 赤猫が来た               | 土橋成男     | 北嶋隆     | 蟹江敬三、名高達郎、早瀬久美子 |
| 第14回 | 7月5日        | 童女神かくし             | 泊里仁美     | 平山武之   | 加賀まりこ、村上冬樹、中島朋子 |
| 第15回 | 7月12日       | 罠にかかった軍鶏         | 土橋成男     | 山内暁     | 多々良純、三浦真弓 |
| 第16回 | 7月19日       | 日照りに咲いた水の華     | 本田英郎     | 福原恒男   | 坊屋三郎 |
| 第17回 | 7月26日       | 夜も名残りの手まり唄     | 柴英三郎     | 田中賢二   | 風吹ジュン、大出俊、寺田路恵 |
| 第18回 | 8月9日        | 夢の超特急・えれんじゃー | 田向正健     | 北嶋隆     | 沖雅也、穂積隆信 |
| 第19回 | 8月16日       | 女天一坊参上             | 土橋成男     | 村山昭紀   | 清川虹子、加山麗子、久保明 |
| 第20回 | 8月23日       | 遠い花火                 | 田中陽造     | 松本美彦   | せんだみつお、角野卓造 |
| 第21回 | 8月30日       | 盆燈籠の消える夜は       | 竹内日出男   | 山内暁     | 伊藤雄之助、五大路子、中村伸郎 |
| 第22回 | 9月6日        | なんだ神田の藪の中       | 柴英三郎     | 福原恒男   | 中山麻理、深水三章 |
| 第23回 | 9月13日       | 夢のからくり風まかせ     | 竹内日出男   | 平山武之   | 西村晃、小島三児、根岸明美 |
| 第24回 | 9月20日       | 嵐の夜に猫が啼く         | 土橋成男     | 村山昭紀   | 三林京子、和崎俊哉、飛鳥裕子 |
| 第25回 | 10月4日       | 秋の夜長ＵＦＯ噺         | 吉田剛       | 田中賢二   | 宍戸錠、木村理恵、吉田次昭 |
| 第26回 | 10月11日      | 縁切り寺で縁つなぎ       | 吉田剛       | 北嶋隆     | 木内みどり、津村隆 |
| 第27回 | 10月18日      | 深川おとこ河岸           | 柴英三郎     | 山内暁     | 綿引洪、宝蔵寺三千代 |
| 第28回 | 10月25日      | 消えた舞扇               | 本田英郎     | 福原恒男   | 江夏夕子、若柳禄寿 |
| 第29回 | 11月1日       | 敵討たれたく候           | 小山内美江子 | 池村憲章   | 大木実、浜田光夫、今出川西紀 |
| 第30回 | 11月8日       | 赦免に咲いた愛ふたつ     | 土橋成男     | 佐藤満寿哉 | 清水章吾、ジュディ・オング、堀越陽子 |
| 第31回 | 11月15日      | 写楽再び                 | 小山内美江子 | 田中賢二   | 名取裕子、谷岡弘規 |
| 第32回 | 11月22日      | 池之端めおと蓮           | 柴英三郎     | 平山武之   | 草野大悟、花沢徳衛、大楠道代 |
| 第33回 | 11月29日      | 左門自刃す               | 小山内美江子 | 福原恒男   | 志村喬、南風洋子、金内吉男、市原清彦 |
| 第34回 | 12月6日       | 朱塗屋解散               | 小山内美江子 | 山内暁     | 大友柳太朗、志村喬、南風洋子、金内吉男、亀井光代、小沢重雄、村田正雄、日恵野晃、堀勝之祐、上田耕一、井上三千男、田辺進三、小池雄介、橋本春彦、稲尾清二 |

## 映像の現存状況
- ビデオテープは当時高価だったため上書き消去され、ほとんど現存していない。NHKには第1回、第2回、第6回、第10回、第16回、第22回、第28回の現存が判明している。その後、出演した大木実の遺族により第29回[3]、番組関係者により第23回、出演した森田順平により第15回が提供されている[4]。

- NHKではマスターテープが失われた本番組を含む過去の放送番組の収集（制作関係者や一般視聴者らへのビデオテープ提供の呼びかけなど）を進めている[5]。